# Ozarba sancta
Ozarba sancta är en fjärilsart som beskrevs av Otto Staudinger 1899. Ozarba sancta ingår i släktet Ozarba och familjen nattflyn. Inga underarter finns listade i Catalogue of Life.